# 尼爾泰萊克

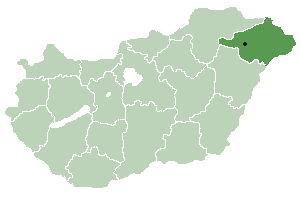

尼爾泰萊克是匈牙利的城鎮，位於該國東北部，由索博爾奇-索特馬爾-貝拉格州負責管轄，面積67.92平方公里，2011年人口6,899，其中約七成居民信奉天主教。
48°01′N 21°38′E / 48.017°N 21.633°E

## 外部連結
- Nyirtelek.hu （页面存档备份，存于）